# Rolf Jardemark
Rolf Jardemark, född 23 november 1960  i Göteborg, är en svensk jazzmusiker (gitarr), Han är verksam som kompositör, bandledare och pedagog och har undervisat i flera olika sammanhang, bland annat på musikhögskolan i Göteborg samt på ett flertal musiklinjer och folkhögskolor. 2019 fick Rolf Jardemark Göteborgs Stads Kulturstipendium. 

## Biografi
1989 startade han band i eget namn och gav ut sitt första album. Efter att ha släppt Guitarland 1993 blev han året efter uppmärksammad i tv-programmet Jazzduellen i SVT, där äldre, etablerade musiker mötte yngre på väg upp. I programmet spelade han och blev intervjuad tillsammans med Rune Gustafsson.
Han har medverkat som kompmusiker i en rad olika tv-band, bland annat i På spåret och Bingolotto. Sedan 1999 har Rolf Jardemark också medverkat som gitarrist i en rad musikaler som satts upp på Göteborgsoperan. 
Efter albumdebuten 1989 har han släppt ett tiotal album till, senast The Ripple Effect (2023) där pianisten Lars Jansson medverkar tillsammans med trummisen Adam Ross och basisten Olli Rantala.
Sedan 2000 driver han även eget skivbolag, Guitarland Records.
Rolf Jardemark omnämns i boken The Great Jazz Guitarists – The Ultimate Guide, av den amerikanske jazzhistorikern och författaren Scott Yanow. 

## Diskografi
- Soft Landing (1989)
- Jungle Crunch (1991)
- Guitarland (1993)
- Further Adventures in Guitarland (1997)
- Toco (2000)
- Rosewood (2005)
- Get out of Town (2009) (Med Margareta Evmark)
- Sunset in Guitarland (2010)
- Twin Guitars (2012) (Med Per Hovensjö)
- Blue Age (2015) (Med Gilbert Holmström)
- Cosmology (2016) (Med John Stowell)
- Springtime in New York (2019)
- On a Sunny Side (2021) (Med Lilleva Berglund)
- The Ripple Effect (2023)